# Yanantin

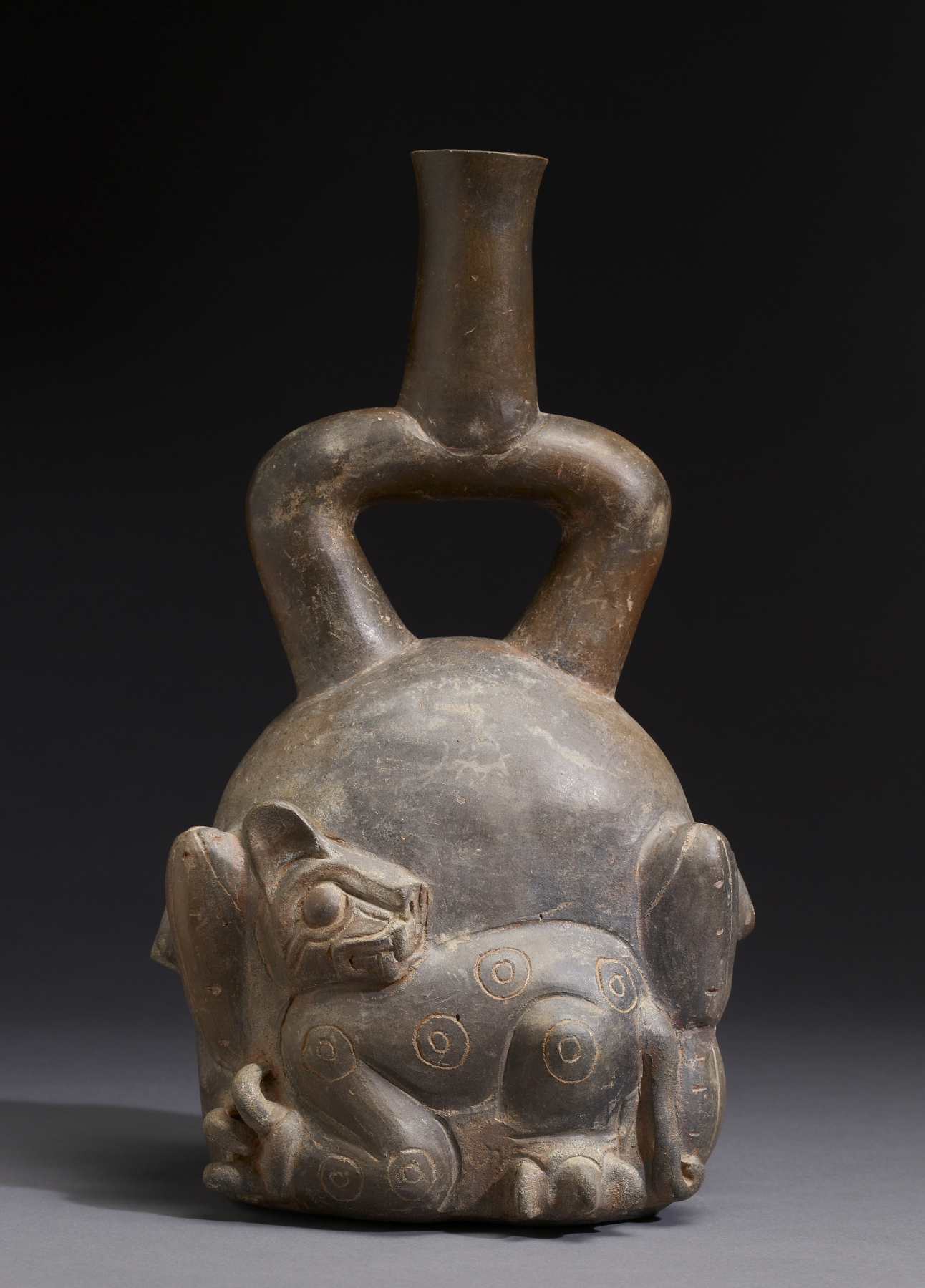
Representação do dualismo na cultura Chavín

Yanantin é uma das características definidoras do pensamento andino nativo e exemplifica a adesão andina a um modelo filosófico baseado no que é frequentemente referido como um "dualismo de termos complementares" ou, simplesmente, um "dualismo complementar". Muito parecido com o taoísmo chinês, a filosofia andina vê os opostos da existência (como masculino/feminino, escuro/claro, interno/externo) como partes interdependentes e essenciais de um todo harmonioso. Como se acredita que a própria existência depende da tensão e do intercâmbio equilibrado entre as polaridades, há um compromisso ideológico e prático muito definido na vida indígena andina de harmonizar os opostos aparentemente conflitantes, sem destruir ou alterar nenhum deles. Entre os povos indígenas do Peru e da Bolívia, a união de energias opostas, mas interdependentes, é chamada de yanantin ou "opostos complementares".

## Etimologia
Na língua quíchua, o prefixo yana- significa “ajuda”, enquanto seu sufixo -ntin significa “natureza inclusiva, com implicações de totalidade, inclusão espacial de uma coisa na outra ou identificação de dois elementos como membros da mesma categoria”. Juntos, yanantin foi traduzido como “o complemento da diferença”. No entanto, de acordo com alguns andinos:
Para nós, Yanantin não foca nas diferenças entre dois seres. É isso que os desconecta. Em vez disso, nos concentramos nas qualidades que os uniram. Isso é Yanantin . Nós realmente não vemos as diferenças. É por isso que os vemos não necessariamente como opostos, mas como complementares. Um sozinho não pode segurar tudo, não pode cuidar de tudo. Eles não são apenas ótimos juntos, mas precisam estar juntos. Não há outro caminho. Quando existe outro, representa uma força extra para ambos.
Alguns estudiosos dividem a palavra yanantin de maneira ligeiramente diferente, traduzindo yana- como “preto” no sentido de “escuro” ou “obscuro” e o contrastam com “claro” (em vez de no sentido de “preto” como oposto a “branco”).

## Relevância para a vida indígena andina
Pelo fato de a relação dos opostos como uma parceria harmoniosa ser considerada o princípio organizador primário da criação, yanantin infunde todos os aspectos da vida social e espiritual dentro da cosmovisão andina indígena. Platt (1986) citou dois exemplos de yanantin de seu trabalho com os Macha da Bolívia. Quando as bebidas são servidas, os Macha derramam algumas gotas no chão como oferenda, enquanto fala ao mesmo tempo o nome da divindade receptora. Isso é feito duas vezes. “Isso se explica como sendo yanantin, para o par conjugal”. Quando as folhas de coca (a planta mais sagrada dos Andes e parte integrante de quase todas as cerimônias indígenas) são oferecidas a um participante de um ritual, dois punhados são oferecidos a cada pessoa, que as recebe em duas mãos em concha. Platt (1986) escreveu: “Em todos esses casos, o emparelhamento e as repetições são explicados como sendo yanantin .” Em Yanantin e Masinitin no Mundo Andino, Hillary Webb observa que a relação entre entidades ou energias é o componente essencial dentro da indígena andina, envolvendo “o relacionamento, a aliança, o encontro e a unidade entre dois seres”. Yanantin contrasta com chhulla, que se refere a algo que é desigual ou ímpar — “uma das coisas que deveria ser dual”. Segundo Vasquez (1998), os Quechua de Cajamarca dizem que algo que está incompleto é referido como chuya [ortografia alternativa], significando “aquele que carece do seu outro”. Vasquez explicou: "Para ser completo, é preciso formar pares." Se algo é emparelhado ou não é uma distinção importante dentro da cosmovisão andina. Regina Harrison observou: “Os falantes de quéchua distinguem persistentemente objetos que não são bem combinados ou 'iguais'. De acordo com Platt, yanantin é o ato de igualar duas coisas que antes eram desiguais – o  ele chama de “a correção das desigualdades”. Da mesma forma, alguns andinos indígenas acreditam no seguinte. 
… Pessoas sem parceiros estão perdendo uma parte importante delas. Dizem que quando você não tem um parceiro, você é apenas metade de um ser. Sozinho, você é precioso, é único, mas é só uma parte. Você ainda não está completo. Isso ocorre porque, quando você está sozinho, ou está acumulando tanto que é opressor ou está se esgotando tanto que fica fraco. Por causa disso, você sentirá medo, confusão ou perda. […] você pode conhecer a si mesmo, mas nunca pode ver a si mesmo. Para isso você precisa de outra pessoa. Você precisa de outros olhos, outra perspectiva para ver isso. Quando você é criança, você tem seus pais, mas quando você fica mais velho, você não tem mais seus pais para vê-lo, para reconhecê-lo. Quando adulto, seu yanantin, seu parceiro, é a pessoa que está ali para ver o que você não vê em si mesmo, assim como você está ali para ver naquela pessoa o que ela não vê em si mesma. É por isso que é mais fácil cuidar de outra pessoa do que de si mesmo - porque você não deveria cuidar de si mesmo! Para isso, existe a outra pessoa. 
Assim, ficou implícito que um relacionamento yanantin perfeito é alcançado quando duas energias são harmonizadas. Entre os Macha, Platt explicou: “Os elementos a serem combinados devem primeiro ser 'comparados' para alcançar o 'encaixe perfeito'. Aqui, a noção crucial é a de compartilhar fronteiras para criar uma coexistência harmoniosa."

## Masintin
A palavra quíchua masintin é freqüentemente usada em conjunto com yanantin, como em yanantin-masintin . Isso indica o processo pelo qual o par yanantin se torna harmonizado para alcançar um ajuste perfeito. Os participantes da pesquisa de Webb descreveram o masintin como “o processo, a experiência desse relacionamento yanantin ”.
Masintin é o que se materializa. É o que se realiza, não o que fica na teoria. Masintin é entrar no espírito e na essência de qualquer coisa, da coisa. Do que foi materializado. Do que foi imaginado. Você deve entrar no espírito disso. Masintin é criar, recriar e procriar.